# Montejo de la Sierra
Montejo de la Sierra és un municipi de la Comunitat de Madrid a la Sierra del Rincón i al nord de la província, limitant amb la de Guadalajara, prop de les muntanyes de Somosierra i dintre del Sistema Central.